# World Series Baseball (jeu vidéo, 1995)
Cet article concerne le jeu vidéo de 1995 sorti sur Saturn. Pour la série de jeux vidéo du même nom, voir World Series Baseball (série de jeux vidéo). Pour les articles homonymes, voir World Series Baseball.
Ne doit pas être confondu avec World Series Baseball (jeu vidéo, 1993), World Series Baseball (jeu vidéo, 1994) ou World Series Baseball (jeu vidéo, 2002).
World Series Baseball (野茂英雄ワールドシリーズベースボール, Hideo Nomo World Series Baseball au Japon) est un jeu vidéo de sport de type baseball sorti exclusivement sur Sega Saturn en novembre 1995. Il a été développé et édité par Sega sous licence MLB et MLBPA.
Le jeu fait partie de la série World Series Baseball, dont il constitue le premier épisode sur Saturn, précédant World Series Baseball II et World Series Baseball '98 sur cette console.
Comme l'indique son titre en version japonaise, cet épisode est sponsorisé par le joueur nippon Hideo Nomo.